# Luminárias
Luminárias is een gemeente in de Braziliaanse deelstaat Minas Gerais. De gemeente telt 5.527 inwoners (schatting 2009).

## Aangrenzende gemeenten
De gemeente grenst aan Carmo da Cachoeira, Carrancas, Cruzília, Ingaí, Itutinga, São Bento Abade, São Thomé das Letras en Três Corações.